# Apeadeiro de Paraimo
O Apeadeiro de Paraimo, originalmente denominado de Paraímo e também conhecido como de Paraimo-Sangalhos, é uma gare da Linha do Norte, que serve as localidades de Paraimo e Sangalhos, no  Distrito de Aveiro, em Portugal.

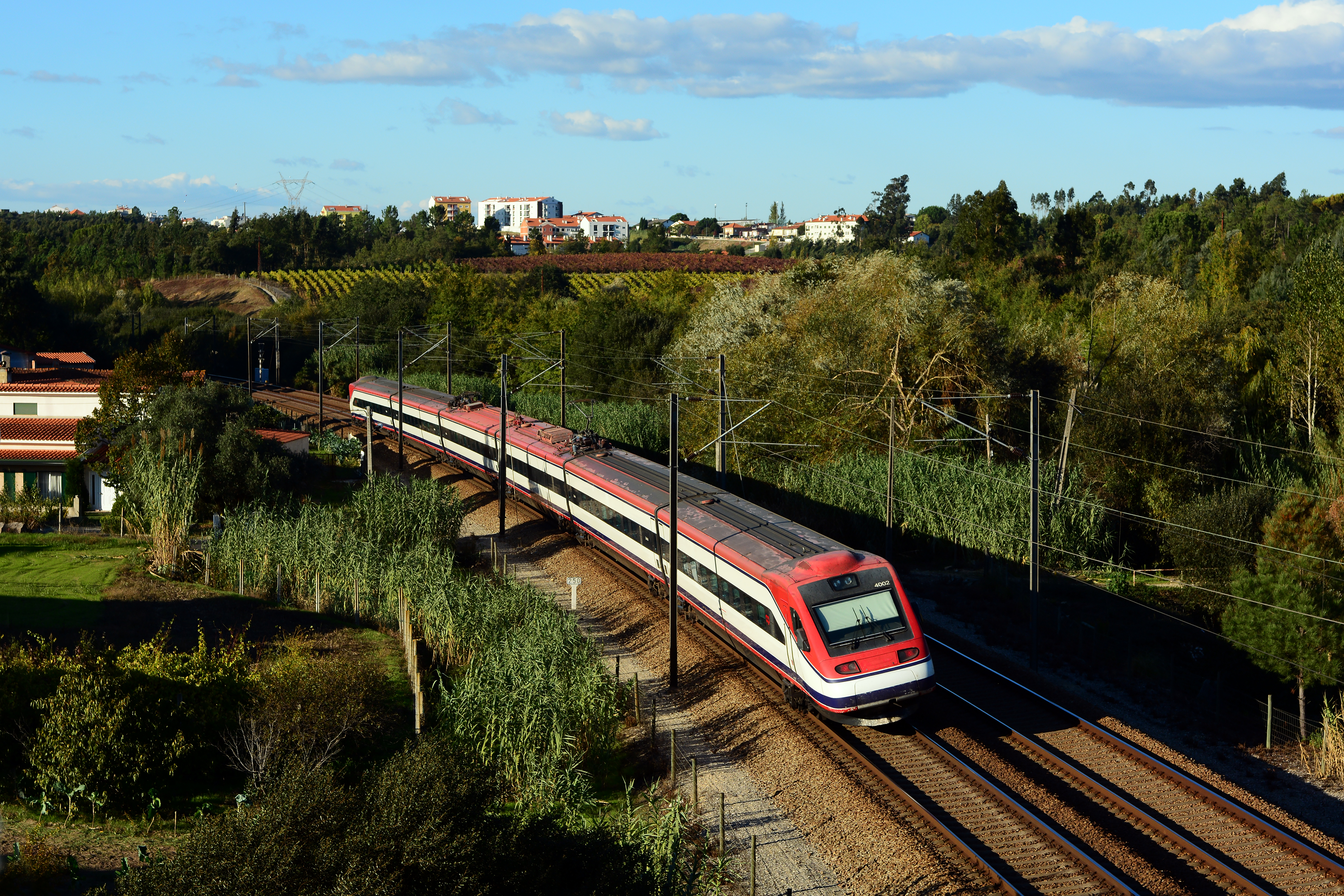
Alfa Pendular circulando a norte do Apeadeiro de Paraimo.

## Descrição
Situa-se junto à localidade de Sangalhos, tendo acesso pela Rua de São Francisco.

## História

### Século XIX
Em 28 de Agosto de 1857 foi assinado um contrato para a construção da Linha do Norte, tendo sido determinado que o caminho de ferro devia passar junto a Avelãs de Caminho.
Esta interface encontra-se no troço da Linha do Norte entre Taveiro e Estarreja, que entrou ao serviço em 10 de Abril de 1864, pela Companhia Real dos Caminhos de Ferro Portugueses.

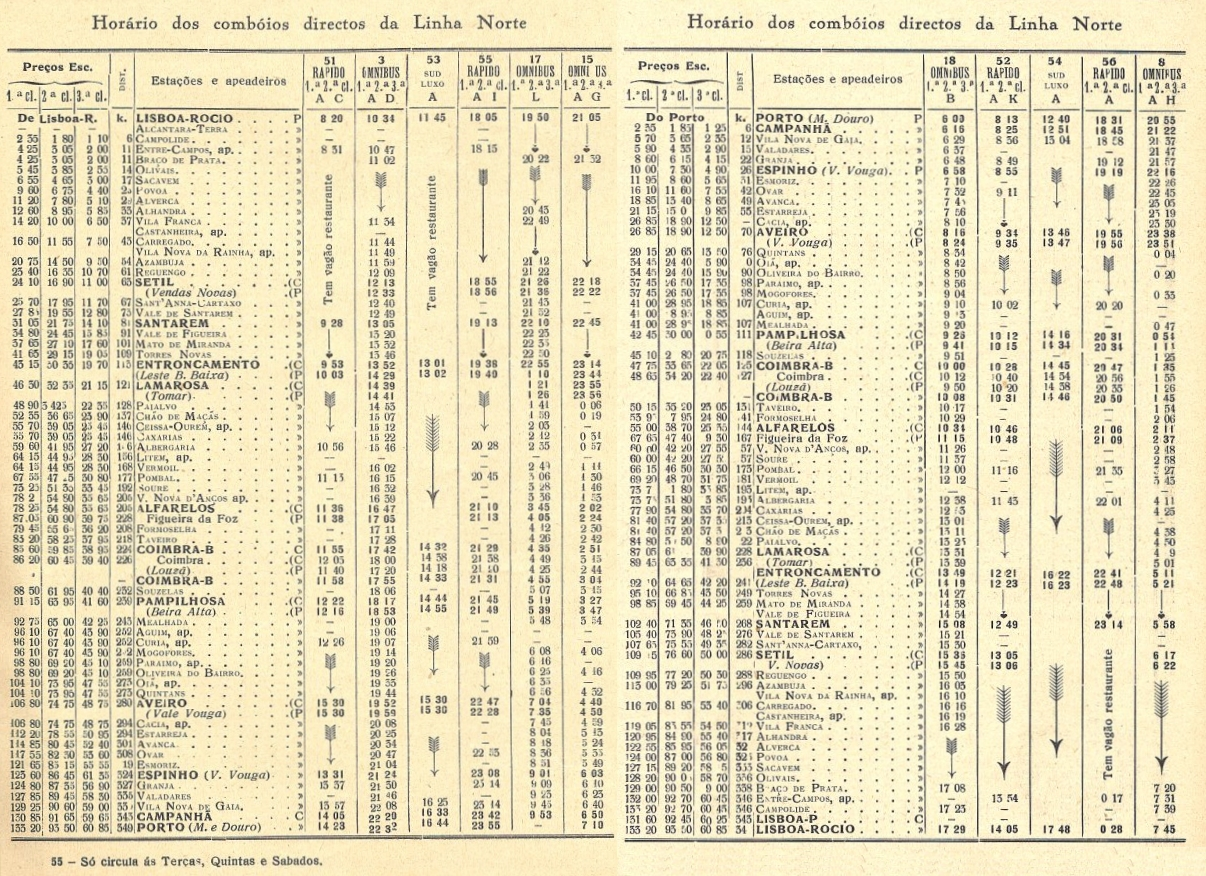
Horário de 1933 da Linha do Norte, onde aparece o Apeadeiro de Paraimo

### Século XX
Em 1 de Agosto de 1948, o Apeadeiro de Paraímo foi elevado a estação, com a construção de um edifício; a nova estação foi inaugurada pelo director da Companhia dos Caminhos de Ferro Portugueses, Leite Pinto, na presença do presidente da Câmara Municipal de Anadia, Luciano Correia, do Dr. Garcia Pulido, um dos principais promotores da estação, e outros altos funcionários da Companhia e autoridades locais. A animação musical esteve a cargo das bandas de São João de Loure e Fermentelos. Depois da cerimónia, realizou-se um almoço em Sangalhos, no qual discursaram alguns dos convidados. Foi inaugurada igualmente a estrada de acesso à estação, com origem na rua principal de Paraímo.
No entanto, em 1951, esta gare já tinha sido novamente desclassificada para apeadeiro, tendo uma portaria de 18 de Julho, publicada no Diário do Governo n.º 184, II Série, de 10 de Agosto, aprovado um projecto de modificação e ampliação do Apeadeiro de Paraímo, e autorizado a expropriação de várias parcelas de terreno em redor, para a obra. Aquela portaria foi anulada por um diploma publicado no Diário do Governo n.º 142, II Série, de 18 de Junho de 1954, que voltou a autorizar as expropriações.

### Século XXI
Em 2021 anunciou-se que em janeiro do ano seguinte ser iriam realizar obras de manutenção e beneficiação neste apeadeiro.